# Persa (Georgia)
Persa (en georgiano: ფერსა) es un pueblo de Georgia ubicado en el oeste de la región de Mesjetia-Yavajetia, parte del municipio de Ajaltsije. 

## Geografía
Persa se encuentra en el margen izquierda del río Kurá, a 13 km de Ajaltsije.  

## Historia
El hecho de que Persa esté incluida en el libro detallado otomano de 1595, muestra que este lugar es un asentamiento antiguo.
Después de estar bajo el dominio otomano durante mucho tiempo, Persa quedó en manos del Imperio ruso con el tratado de Edirne firmado después de la guerra ruso-turca de 1828-1829. Los turcos mesjetios que vivían en Persa fueron deportados a Asia Central por la administración soviética en 1944.    

## Demografía
La evolución demográfica de Persa entre 2002 y 2014 fue la siguiente:
| 282                                             | 223 |
| (Fuente: Population of Georgia in Soviet times) |     |

Según el censo de 2014, el 98,7% de la población son georgianos.

## Infraestructura

### Arquitectura, monumentos y lugares de interés
La mezquita de Persa, que fue construida por esta población en 1909, es una estructura planificada rectangular que se desarrolla perpendicular al eje del mihrab y fue construida íntegramente en piedra labrada. Este edificio recibió el estatus de monumento del patrimonio cultural en 2012.